# Glòria Freixa i Vilardell
Glòria Freixa i Vilardell (Barcelona, 13 de març de 1969) és una jurista i política catalana, diputada de la XII I la XIII legislatura del Parlament, en la candidatura de Junts per Catalunya i des de 2024 secretària primera del Parlament de Catalunya.

## Biografia
És llicenciada en Dret per la Universitat de Barcelona (UB), amb estudis en Ciències Polítiques també a la UB. Posteriorment, va cursar el mòdul en protecció de dades del Màster en Propietat Intel·lectual i Societat de la Informació d'ESADE. Va treballar durant tretze anys com a lletrada a l'assessoria jurídica de l'Autoritat Catalana de Protecció de Dades. Prèviament, l'any 1998 va fundar i dirigir l'oficina de Laporta & Arbós a Buenos Aires. Posteriorment, l'any 2000, funda i dirigeix l'oficina de Roca Junyent a Buenos Aires, incorporant-se dos anys més tard a l'equip de la firma Roca Junyent a Barcelona.
A finals de la dècada del 1990 va participar en la plataforma liderada per Joan Laporta Elefant Blau, agrupació de socis del Futbol Club Barcelona contraris a la gestió de Josep Lluís Núñez. L'any 1998 funda, juntament amb altres col·laboradors, el Grup d'Empresaris Catalans a l'Argentina (GREC). Una associació que té la voluntat de defensar la identitat dels empresaris catalans desplaçats a l'Argentina.
En l'àmbit polític, va formar part de la llista electoral per Barcelona del president Carles Puigdemont en les eleccions al Parlament de Catalunya del 2017. Entra com a diputada al Parlament de Catalunya l'any 2019 arran de la renúncia de Laura Borràs com a diputada a la cambra catalana. Torna a sortir electe com a diputada a les eleccions al Parlament de Catalunya del 2021 per Barcelona. Participa activament dins la formació de Junts per Catalunya i té diferents funcions i responsabilitats, d'entre les quals hi ha la coordinació del grup de Junts per Catalunya al districte de Sarrià-Sant Gervasi.
És membre d'Òmnium Cultural des de 2015 i, en l'actualitat, hi participa de forma activa. L'any 2018 va constituir i presidir una de les juntes territorials de l'entitat al districte de Sarrià-Sant Gervasi.
El 2024 es presenta a les eleccions al Parlament de Catalunya com a 10a a la llista per Barcelona de Junts per Catalunya i és escollida secretària primera de la mesa del Parlament.
Des d'octubre de 2024 és la vocal d'habitatge del seu partit.